# Атлет
Атлет или спортист е човек, който се състезава в един или повече спортове, които включват физическа сила, скорост или издръжливост. Използването на термина в спортове като голф или автомобилни състезания е донякъде противоречиво.
Спортистите могат да бъдат професионалисти или аматьори. Повечето професионални спортисти имат особено добре развита физика, получена чрез обширна физическа подготовка и стриктни упражнения, придружени от строг диетичен режим.

## Други
На спортистите е наречена улица в квартал „Требич“ в София (Карта).